# Encyclopedia Galactica

L'Encyclopedia Galactica est une encyclopédie fictive élaborée par une civilisation étendue à l'ensemble de la Voie lactée et contenant la totalité du savoir accumulé par une société d'un billiard d'individus durant des milliers d'années d'histoire. Son nom rappelle à la fois la volonté d'exhaustivité et la connotation impérialiste de l'Encyclopædia Britannica existant dans la réalité. Elle a été imaginée par Isaac Asimov dans son œuvre majeure, le cycle de Fondation.

## Conception
L' « Encyclopedia Galactica » est mentionnée dans la trilogie de la Fondation écrite par Isaac Asimov. Le projet de sa rédaction est soutenu par Hari Seldon, inventeur de la « psychohistoire », science qui permet de déterminer le comportement de l'humanité lorsqu'elle est considérée dans son ensemble.
Hari Seldon affirme que l'empire galactique est voué à la destruction d'ici cinq siècles. La disparition de l'empire serait suivie d'une période de barbarie de 30 millénaires, à la fin de laquelle un nouvel empire naîtra. La longueur de cette période serait due à la perte des connaissances que l'empire possédait.
Ses prévisions n’étant pas politiquement correctes, il est arrêté puis jugé. Lors de son procès, il évoque alors la nécessité de rédiger une encyclopédie afin de préserver les connaissances humaines et ainsi raccourcir les temps de barbarie à un seul et unique millénaire, car les hommes ne repartiront pas d'un état des connaissances nul.
À la suite de cette intervention mûrement réfléchie, et après délibération avec les principaux dignitaires de Trantor, la planète-capitale de l'empire, ceux-ci décident de l'exiler, lui et son équipe de 100 000 personnes, au fin fond de la galaxie, sur la planète Terminus, où ils pourront constituer leur encyclopédie sans perturber l'ordre social.
Ces personnes, qui prennent le nom d’Encyclopédistes, érigés en fondation, commencent à amasser des connaissances en vue de la rédaction de l’« Encyclopedia Galactica ». Une cinquantaine d’années après survient la première crise Seldon au cours de laquelle une image holographique enregistrée de Seldon déclare que la constitution de l'encyclopédie était une supercherie, un prétexte pour s’éloigner de la scène politique, se faire oublier et suivre en secret les réelles indications de la psychohistoire, mises au point par une seconde fondation basée à l'autre extrémité de la galaxie, pour asseoir les bases du prochain empire qui verra le jour dans mille ans.
Pour la continuité de l'histoire, on se perd en conjectures : on peut supposer que les habitants de Terminus abandonnent du moins en partie le projet de l'encyclopédie, et que ce n'est que longtemps après, alors que la Première Fondation a fondé un nouvel empire galactique, que l'idée de réellement constituer une encyclopédie galactique serait reprise. On ne connaît que la date d'une des éditions de cette encyclopédie : la 116e édition a été publiée en 1020 de l'ère de la Fondation sur Terminus.
L'Encyclopedia Galactica pourrait avoir été inspirée à Asimov par H. G. Wells[réf. nécessaire] : dans The Shape of Things to Come (1933), le monde futur au XXIe siècle comprend une « organisation encyclopédique » de dix-sept millions de membres dont le centre est à Barcelone, chargée de créer le système de connaissance fondamental qui accumule, trie, maintient en ordre et rend disponible tout ce qui est connu. Ce roman de Wells a été son livre le plus connu et le plus influent à la fin des années 1930, coïncidant avec la « période d'incubation » où le jeune Asimov commence à s'intéresser à la science-fiction et à formuler ses propres idées[réf. nécessaire]

## Influences
Certains autres auteurs de sciences fiction font référence à cet ouvrage comme  Douglas Adams dans Le Guide du voyageur galactique.
Devant le gigantisme de cette œuvre fictive, on peut trouver des tentatives similaires dans le monde réel :
- l'encyclopédie des Lumières,
- la bibliothèque d'Alexandrie,
- la bibliothèque de Pergame,
- Wikipédia.

Le terme d'Encyclopedia Galactica a été repris par Carl Sagan (1934-1996) dans son livre de 1980 Cosmos et son documentaire du même nom Cosmos : A Personal Voyage, pour désigner un texte où d'hypothétiques civilisations extraterrestres pourraient stocker toutes leurs informations et connaissances,
.